# Rieutort-de-Randon
Pour les articles homonymes, voir Rieutort et Randon.
Rieutort-de-Randon est une commune française, située dans le département de la Lozère en région Occitanie. Depuis le 1er janvier 2019, elle est une commune déléguée de Monts-de-Randon. Ses habitants sont appelés les Rieutortais.

## Géographie
Le village est érigé à 1 150 mètres d'altitude et se situe par la route à 18 kilomètres de Mende, préfecture de la Lozère. Bien qu'il ne se situe pas en haute montagne, le village est érigé en moyenne altitude et subit ainsi un climat typiquement montagnard du Massif Central, c'est-à-dire assez rigoureux, mais cependant ensoleillé.

### Communes limitrophes
| Saint-Amans (Monts-de-Randon) | Estables (Monts-de-Randon) |                  |
| Lachamp-Ribennes              | Rieutort-de-Randon         | Arzenc-de-Randon |
| Servières (Monts-de-Randon)   | Mende, Chastel-Nouvel      | Le Born          |

## Toponymie
Rieutort : nom composé de Rieu, forme occitane du ruisseau (« le ruisseau tordu », c'est-à-dire sinueux, tortueux). C'est également un patronyme  fréquent en Lozère.

## Histoire
Du Moyen Âge à la Révolution française, Rieutort-de-Randon appartenait au comté du Gévaudan. Aujourd'hui, c'est un village de montagne qui bénéficie de sa proximité avec Mende, le chef-lieu et plus grande ville du département.
Le 1er janvier 2019, la commune fusionne avec Estables, Saint-Amans, Servières et La Villedieu pour former la commune nouvelle de Monts-de-Randon dont la création est actée par un arrêté préfectoral du 28 novembre 2018.

## Politique et administration

### Administration municipale
| Période      | Période  | Identité            | Étiquette | Qualité                                |
| ------------ | -------- | ------------------- | --------- | -------------------------------------- |
| janvier 2019 | En cours | Patrice Saint-Léger | DVD       | Président de la communauté de communes |

| Période | Période       | Identité                                 | Étiquette    | Qualité |
| ------- | ------------- | ---------------------------------------- | ------------ | --- |
| 1965    | 1971          | René Guillen                             | UDF          | Conseiller général |
| 1971    | 1989          | Denis Salaville                          | UDF          | Député - Conseiller général |
| 1989    | 2008          | Francis Saint-Léger                      | UMP          | Député Conseiller général du canton de Saint-Amans (1992-2004) |
| 2008    | décembre 2018 | Patrice Saint-Léger (Frère du précédent) | UMP puis DVD | Vétérinaire Conseiller général du canton de Saint-Amans (2004-2015) Conseiller départemental du canton de Saint-Alban-sur-Limagnole (depuis 2015) Président de la Communauté de Communes (2017-2020) |

## Économie
L'activité principale, comme souvent dans la région, est l'agriculture (48,5 % des entreprises actives au 31/12/2009). Cependant la commune a su attirer plusieurs petites structures industrielles ainsi que dans le secteur de la construction. Elle dispose également (liste non exhaustive) de petits commerces de proximité, (boulangerie, épicerie, boucherie-charcuterie, garage, station service, coiffeur, etc.) d'un hôtel, d'une pharmacie, d'un bureau de poste, d'une petite agence bancaire (ouverte seulement le vendredi) ainsi que de deux écoles (publique et privée) qui accueillent plus d'une centaine d'élèves, d'une crèche ainsi que deux assistante maternelles. Elle dispose également d'un centre de soins et d'une maison de retraite.

## Population et société

### Démographie
À environ 20 minutes de la préfecture, elle accueille nombre de salariés et de fonctionnaires (ou assimilés) de celle-ci, attirés par un équilibre entre ville et campagne et par un coût du mètre carré, à l'acquisition ou à la location, un peu plus abordable qu'autour de la ville préfecture. En termes de logements, la commune comptait en 2008 (source INSEE) 552 logements dont seulement 317 résidences principales, les 235 autres logements (43 %) étant soit des résidences secondaires, soit des logements occasionnels, soit des logements vacants.

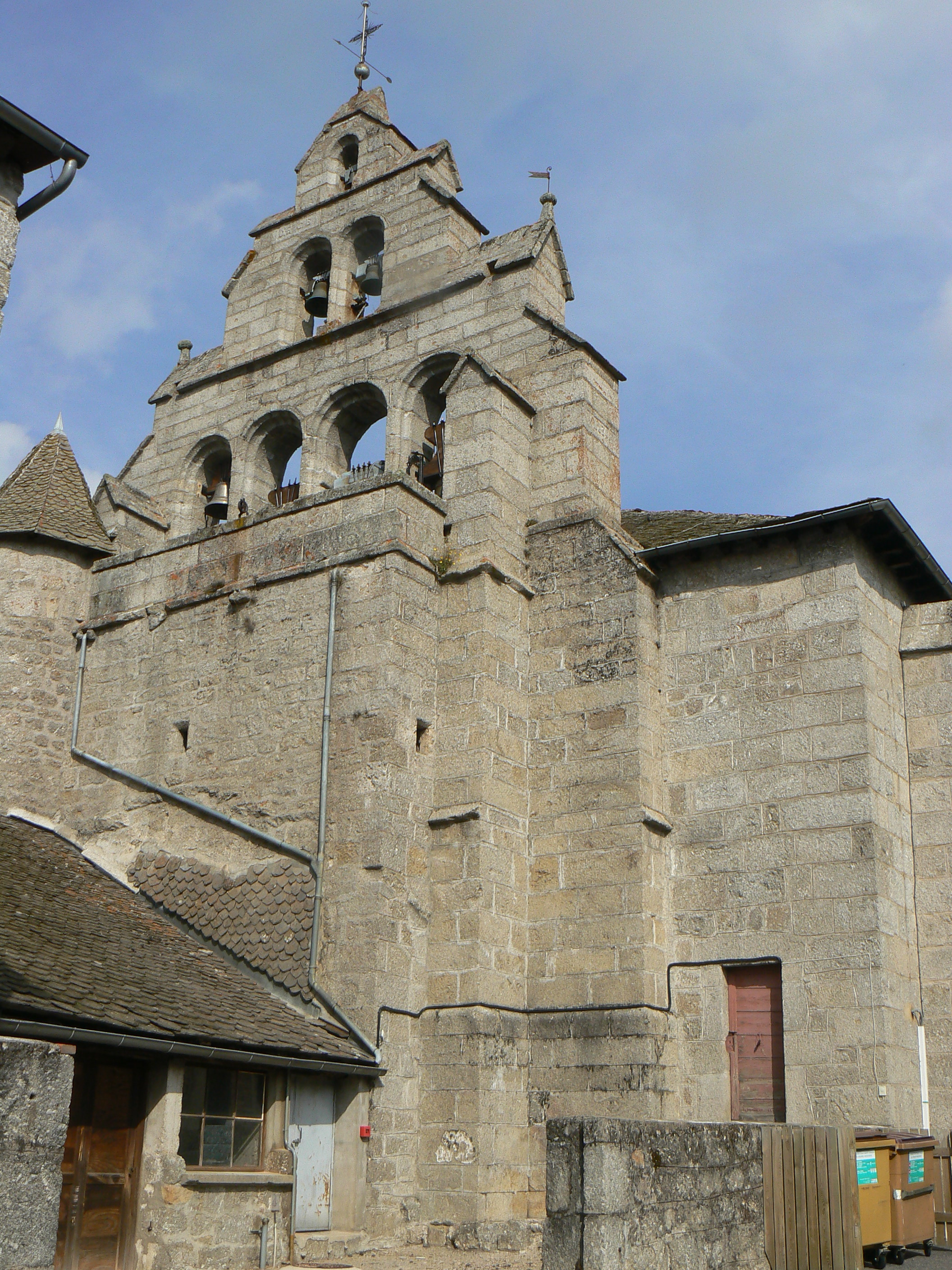
L'église de Rieutort-de-Randon.

L'évolution du nombre d'habitants est connue à travers les recensements de la population effectués dans la commune depuis 1793. Pour les communes de moins de 10 000 habitants, une enquête de recensement portant sur toute la population est réalisée tous les cinq ans, les populations de référence des années intermédiaires étant quant à elles estimées par interpolation ou extrapolation. Pour la commune, le premier recensement exhaustif entrant dans le cadre du nouveau dispositif a été réalisé en 2007.

En 2016, la commune comptait 775 habitants, en évolution de +2,51 % par rapport à 2010 (Lozère : +0,11 %, France hors Mayotte : +2,11 %).
| 1793  | 1800  | 1806  | 1821  | 1831  | 1836  | 1841  | 1846  | 1851  |
| ----- | ----- | ----- | ----- | ----- | ----- | ----- | ----- | ----- |
| 1 800 | 1 500 | 1 750 | 1 262 | 1 139 | 1 327 | 1 381 | 1 370 | 1 331 |

| 1856  | 1861  | 1866  | 1872  | 1876  | 1881  | 1886  | 1891  | 1896  |
| ----- | ----- | ----- | ----- | ----- | ----- | ----- | ----- | ----- |
| 1 305 | 1 280 | 1 364 | 1 421 | 1 508 | 1 568 | 1 587 | 1 606 | 1 525 |

| 1901  | 1906  | 1911  | 1921  | 1926  | 1931  | 1936  | 1946  | 1954  |
| ----- | ----- | ----- | ----- | ----- | ----- | ----- | ----- | ----- |
| 1 635 | 1 688 | 1 739 | 1 624 | 1 554 | 1 384 | 1 349 | 1 188 | 1 032 |

| 1962 | 1968 | 1975 | 1982 | 1990 | 1999 | 2006 | 2007 | 2012 |
| ---- | ---- | ---- | ---- | ---- | ---- | ---- | ---- | ---- |
| 897  | 715  | 684  | 661  | 585  | 646  | 731  | 744  | 755  |

| 2016 | - | - | - | - | - | - | - | - |
| ---- | - | - | - | - | - | - | - | - |
| 775  | - | - | - | - | - | - | - | - |

## Culture locale et patrimoine

### Lieux et monuments
- Église de Rieutort ;
- Chapelle Saint-Ferréol ;
- Truc de Fortunio.

### Événements
La commune bat le record du monde de plus grande danse des canards le 15 août 2022.